# Marcillé-la-Ville
Marcillé-la-Ville est une commune française, située dans le département de la Mayenne en région Pays de la Loire, peuplée de 750 habitants.
La commune fait partie de la province historique du Maine, et se situe dans le Bas-Maine.

## Géographie
Le village est traversé par l'Aron.

### Communes limitrophes
| Champéon | Le Horps          | Le Ribay, Hardanges   |
| Aron     | Marcillé-la-Ville | La Chapelle-au-Riboul |
| Aron     | Grazay            | La Chapelle-au-Riboul |

### Climat
Pour des articles plus généraux, voir Climat des Pays de la Loire et Climat de la Mayenne.
En 2010, le climat de la commune est de type climat océanique altéré, selon une étude du CNRS s'appuyant sur une série de données couvrant la période 1971-2000. En 2020, Météo-France publie une typologie des climats de la France métropolitaine dans laquelle la commune est exposée à un climat océanique et est dans la région climatique  Moyenne vallée de la Loire, caractérisée par une bonne insolation (1 850 h/an) et un été peu pluvieux. 
Pour la période 1971-2000, la température annuelle moyenne est de 10,9 °C, avec une amplitude thermique annuelle de 13,8 °C. Le cumul annuel moyen de précipitations est de 828 mm, avec 13,2 jours de précipitations en janvier et 7,1 jours en juillet. Pour la période 1991-2020, la température moyenne annuelle observée sur la station météorologique de Météo-France la plus proche, sur la commune de Mayenne à 9 km à vol d'oiseau, est de 11,7 °C et le cumul annuel moyen de précipitations est de 849,9 mm,. Pour l'avenir, les paramètres climatiques de la commune estimés pour 2050 selon différents scénarios d'émission de gaz à effet de serre sont consultables sur un site dédié publié par Météo-France en novembre 2022.

## Urbanisme

### Typologie
Au 1er janvier 2024, Marcillé-la-Ville est catégorisée commune rurale à habitat dispersé, selon la nouvelle grille communale de densité à sept niveaux définie par l'Insee en 2022.
Elle est située hors unité urbaine. Par ailleurs la commune fait partie de l'aire d'attraction de Mayenne, dont elle est une commune de la couronne,. Cette aire, qui regroupe 27 communes, est catégorisée dans les aires de moins de 50 000 habitants,.

### Occupation des sols
L'occupation des sols de la commune, telle qu'elle ressort de la base de données européenne d’occupation biophysique des sols Corine Land Cover (CLC), est marquée par l'importance des territoires agricoles (79,6 % en 2018), en diminution par rapport à 1990 (80,6 %). La répartition détaillée en 2018 est la suivante : 
prairies (47,7 %), terres arables (25,9 %), forêts (18,9 %), zones agricoles hétérogènes (6 %), zones urbanisées (1,5 %). L'évolution de l’occupation des sols de la commune et de ses infrastructures peut être observée sur les différentes représentations cartographiques du territoire : la carte de Cassini (XVIIIe siècle), la carte d'état-major (1820-1866) et les cartes ou photos aériennes de l'IGN pour la période actuelle (1950 à aujourd'hui).

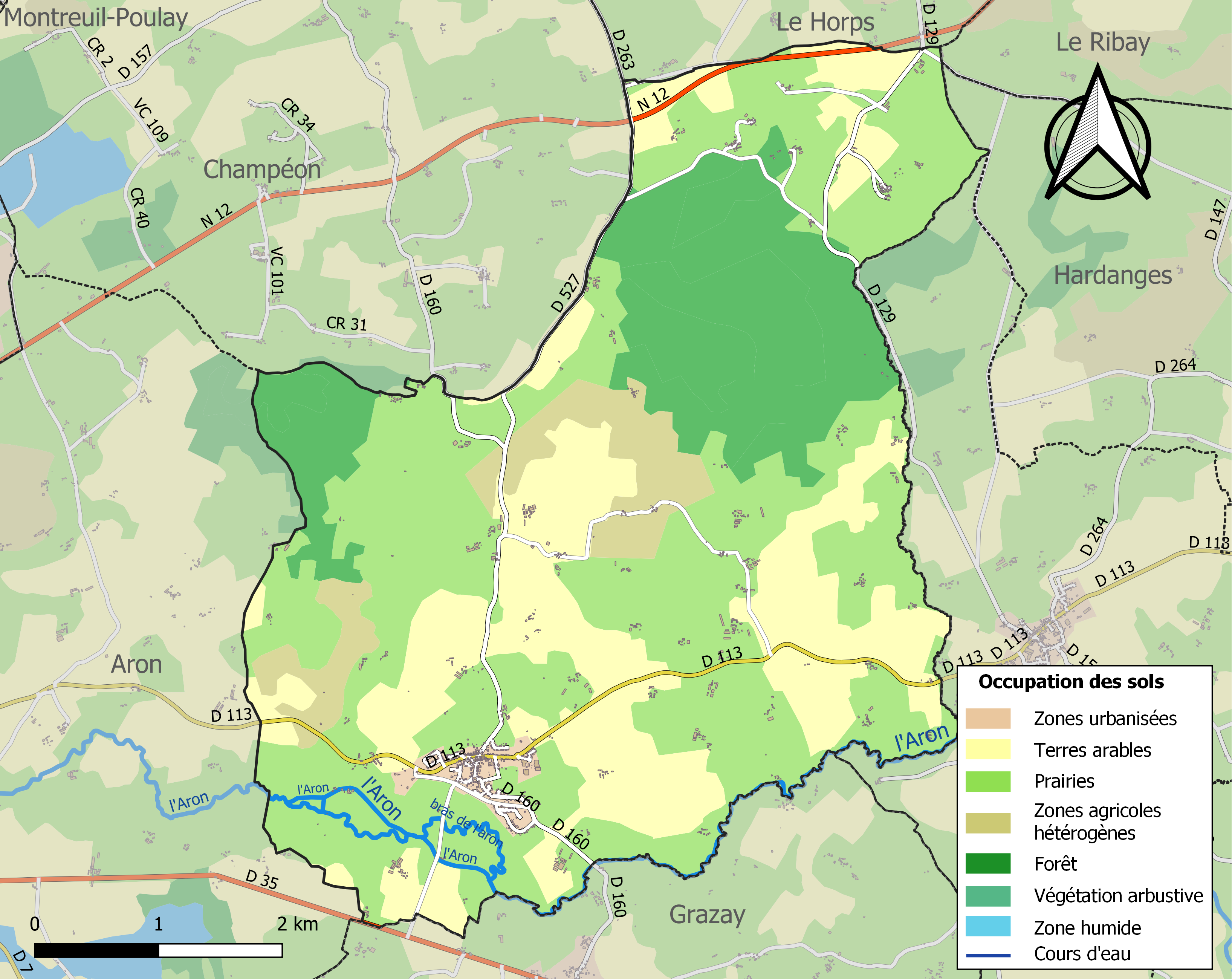
Carte des infrastructures et de l'occupation des sols de la commune en 2018 (CLC).

## Toponymie
Le nom de la localité est attesté sous la forme Marciliaco en 616. Il serait issu d'un anthroponyme roman tel que Marcilius.
Le gentilé est Marcilléen.

## Histoire
Marcillé-la-ville (Villa Marciliaco, 616) traversée par une voie romaine de Jublains à Avranches est une des localités du pays des Diablintes les plus fréquemment citées aux époques mérovingiennes et carolingiennes. En 616, saint Bertrand y accordait le domaine des Tesnières, récupéré sur les héritiers de Leutérus, à l'église cathédrale du Mans, et la villa elle-même acquise de Médighisélus et d'Ébiétude, à son neveu Léodochrannus.

## Politique et administration
Le conseil municipal est composé de quinze membres dont le maire et trois adjoints.

## Population et société

### Démographie
L'évolution du nombre d'habitants est connue à travers les recensements de la population effectués dans la commune depuis 1793. Pour les communes de moins de 10 000 habitants, une enquête de recensement portant sur toute la population est réalisée tous les cinq ans, les populations de référence des années intermédiaires étant quant à elles estimées par interpolation ou extrapolation. Pour la commune, le premier recensement exhaustif entrant dans le cadre du nouveau dispositif a été réalisé en 2004.
En 2022, la commune comptait 750 habitants, en évolution de −8,09 % par rapport à 2016 (Mayenne : −0,73 %, France hors Mayotte : +2,11 %).
Marcillé-la-Ville a compté jusqu'à 1 513 habitants en 1806.
| 1793  | 1800  | 1806  | 1821  | 1831  | 1836  | 1841  | 1846  | 1851  |
| ----- | ----- | ----- | ----- | ----- | ----- | ----- | ----- | ----- |
| 1 300 | 1 461 | 1 513 | 1 321 | 1 319 | 1 353 | 1 315 | 1 281 | 1 237 |

| 1856  | 1861  | 1866  | 1872  | 1876  | 1881  | 1886  | 1891  | 1896  |
| ----- | ----- | ----- | ----- | ----- | ----- | ----- | ----- | ----- |
| 1 288 | 1 269 | 1 360 | 1 335 | 1 386 | 1 300 | 1 227 | 1 197 | 1 136 |

| 1901  | 1906  | 1911  | 1921 | 1926 | 1931 | 1936 | 1946 | 1954 |
| ----- | ----- | ----- | ---- | ---- | ---- | ---- | ---- | ---- |
| 1 111 | 1 127 | 1 067 | 902  | 920  | 892  | 822  | 776  | 744  |

| 1962 | 1968 | 1975 | 1982 | 1990 | 1999 | 2004 | 2006 | 2009 |
| ---- | ---- | ---- | ---- | ---- | ---- | ---- | ---- | ---- |
| 731  | 694  | 624  | 662  | 656  | 740  | 823  | 845  | 802  |

| 2014 | 2019 | 2022 | - | - | - | - | - | - |
| ---- | ---- | ---- | - | - | - | - | - | - |
| 811  | 761  | 750  | - | - | - | - | - | - |

### Manifestations culturelles et festivités

#### Activité culturelle, label et manifestations

##### Label
La commune est une ville fleurie (une fleur) au concours des villes et villages fleuris.

### Sports
L'Entente sportive Marcillé-La Chapelle fait évoluer une équipe de football en division de district.

## Économie
Les deux principaux employeurs de ce village sont situés dans la ZA de la Petite Croix. Il s'agit de l'entreprise d'injection plastique Edip ainsi qu'Ermo dans la réalisation et l'étude de moules.

## Culture locale et patrimoine

### Lieux et monuments
- Quatre stèles gauloises découvertes en 1992.
- Manoir du Buleu.
- Croix de Vaujuas datée de la fin du Moyen Âge.
- Manoir de Vaujuas.
- Tourbière du Gros Chêne, protégée par arrêté de protection de biotope[28].
- Église Sainte-Anne de Marcillé, restaurée au XIXe, abritant un chemin de croix en bois, un maître-autel et différentes statues.
- Église Saint-Martin du XIXe, dont le mur extérieur est encastré de pierres armoriées. Une cloche du XVIIIe siècle est classée à titre d'objet aux Monuments historiques[29].
- Gare de Marcillé, en usage jusqu'en 1939 pour les voyageurs et jusqu'en 1986 pour les trains de marchandise. Elle est aujourd'hui détruite.

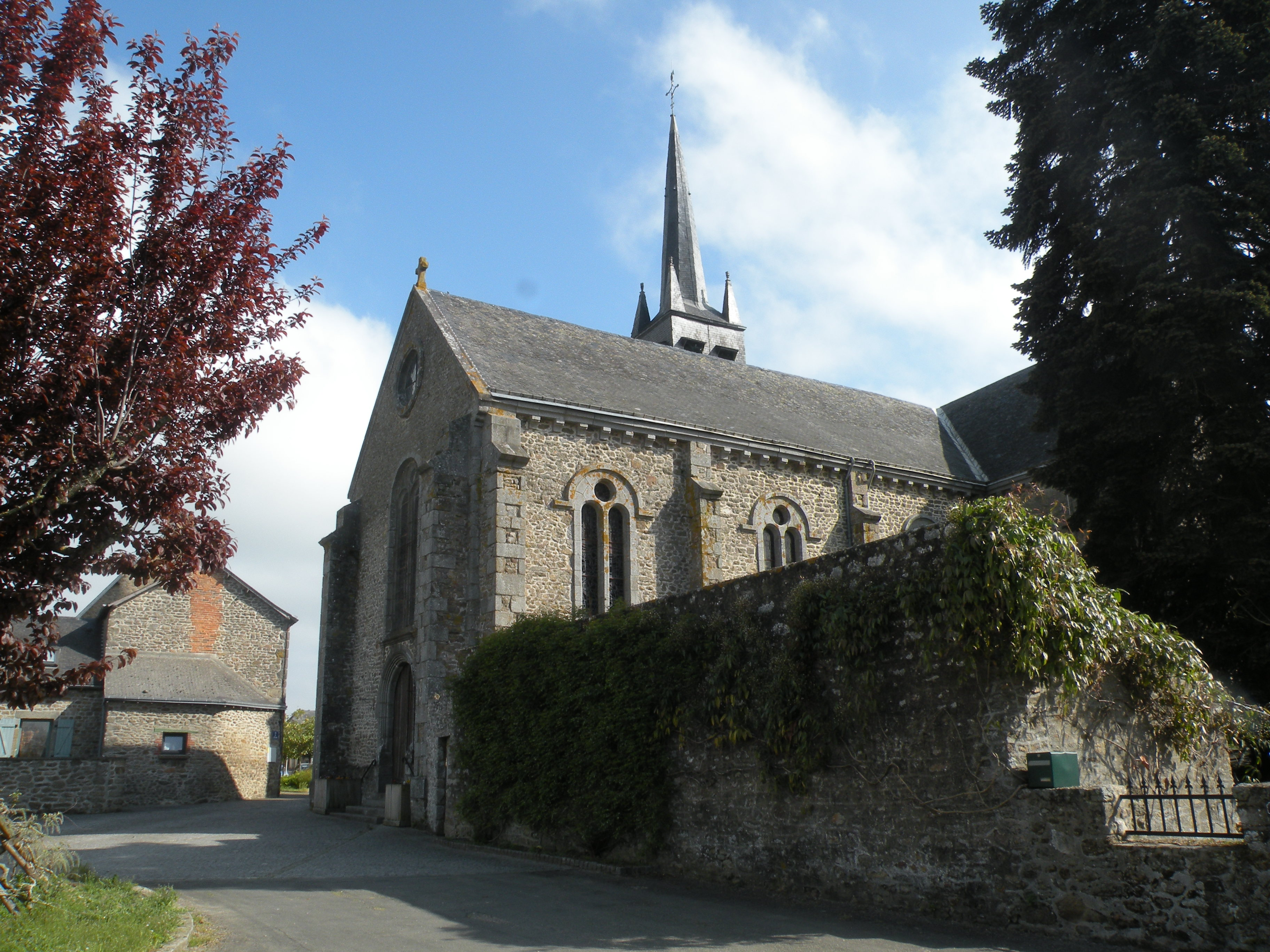
L'église Saint-Martin.
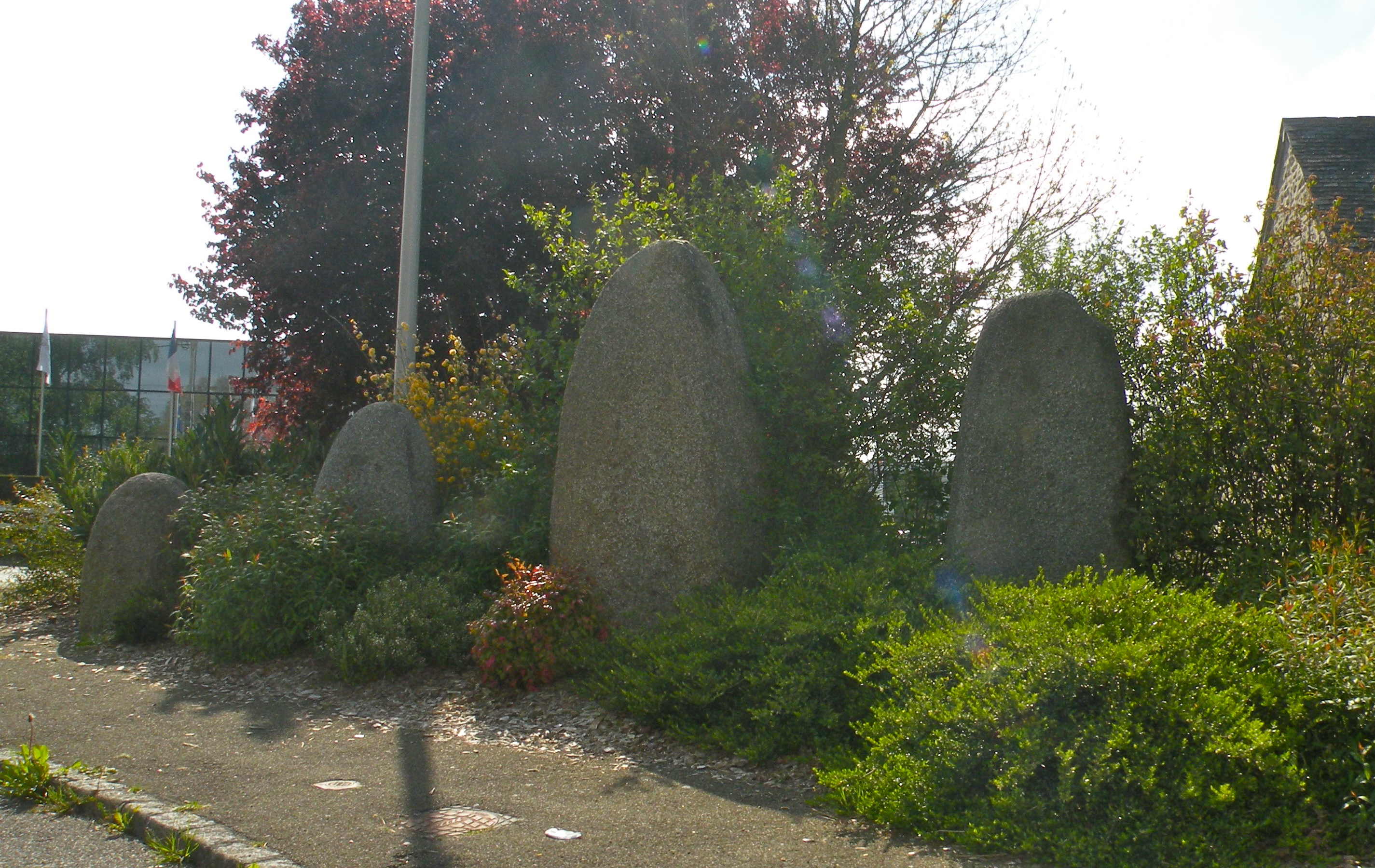
Stèles gauloises.